# Nowe Zacisze
Nowe Zacisze – wieś w Polsce położona w województwie mazowieckim, w powiecie makowskim, w gminie Czerwonka.
Wieś wchodzi w skład sołectwa Budzyno-Lipniki.
W latach 1975–1998 miejscowość administracyjnie należała do województwa ostrołęckiego.
Wierni kościoła rzymskokatolickiego należą do parafii św. Marii Magdaleny w Czerwonce.